# Offensive de Kairouan
Grande révolte berbère
Batailles
Siège de Gabsa - Bataille d'al-Qarn - Bataille d'al-Asnam
L'offensive de Kairouan était une offensive menée par les rebelles berbères de la grande révolte berbère contre le califat omeyyade ,de décembre 741 à mai 742.

## Contexte
Le chef berbère Zenata Khalid ibn Hamid al-Zanati qui a livré les deux grandes victoires sur les armées arabes disparaît des chroniques peu après Bagdoura (741). Mais la nouvelle de la défaite a encouragé les tribus berbères jusque-là calmes à se joindre à la révolte. Des soulèvements berbères ont éclaté à travers le Maghreb et al-Andalus.

## Déroulement
La menace la plus immédiate a surgi dans le sud de l'Ifriqiya, où le chef soufrite Uqasha ibn Ayub al-Fezari a levé une armée berbère et assiégé Gabès et Gafsa. Par une sortie rapide vers le sud avec le reste de l'armée ifriqiyenne arabe, le cadi de Kairouan Abd al-Rahman ibn Oqba al-Ghaffari réussit à vaincre et à disperser les forces d'Uqasha près de Gafsa en décembre 741. Mais le cadi possédait beaucoup trop peu de troupes arabes pour entreprendre une poursuite, et Uqasha entreprit immédiatement de rassembler ses forces tranquillement autour de Tobna dans la vallée de Zab à l'ouest de l'Ifriqiya.
Immédiatement après avoir entendu parler de la catastrophe de Bagdoura, le calife Hisham a ordonné au gouverneur omeyyade d'Égypte, Handhala ibn Safwan al-Kalbi, de prendre rapidement en charge l'Ifriqiya. En février 742, Handhala ibn Safwan précipita son armée arabe vers l'ouest et atteignit Kairouan vers avril 742, juste au moment où Uqasha revenait tenter sa chance à nouveau. Les forces de Handhala ont repoussé Uqasha.
Quand Uqasha rassemblait ses forces une fois de plus dans le Zab, il rencontra une importante armée berbère venant de l'ouest, sous le commandement du chef berbère Hawwara Abd al-Wahid ibn Yazid al-Hawwari (peut-être envoyé par le calife berbère Khalid ibn Hamid al-Zanati, bien qu'il ne soit pas mentionné dans les chroniques). L'armée d'Abd al-Wahid était composée d'environ 300 000 soldats berbères, apparemment la plus grande armée berbère jamais vue,. Après une consultation rapide, Uqasha et Abd al-Wahid sont convenus d'une attaque conjointe contre Kairouan, Uqasha emmenant ses forces le long d'une route vers le sud, tandis qu'Abd al-Wahid a conduit sa grande armée à travers les cols du nord, convergeant vers Kairouan des deux côtés,.
En apprenant l'approche des grandes armées berbères, Handhala ibn Safwan comprit qu'il était primordial d'empêcher leur jonction. Envoyant une force de cavalerie pour harceler et ralentir Abd al-Wahid dans le nord, Handhala a jeté le gros de ses forces vers le sud, écrasant Uqasha dans une bataille sanglante à al-Qarn et le faisant prisonnier. Mais Handhala avait subi lui-même beaucoup de pertes et faisait maintenant face à la perspective malheureuse de la gigantesque armée d'Abd al-Wahid. Se dépêchant de rentrer, Handhala aurait mis toute la population de Kairouan sous les armes pour renforcer ses rangs, avant de repartir. Dans peut-être la rencontre la plus sanglante des guerres berbères, Handhala ibn Safwan a vaincu la grande armée berbère d'Abd al-Wahid ibn Yazid à al-Asnam vers mai 742 (peut-être un peu plus tard), à seulement cinq kilomètres de Kairouan. Quelque 120 000 à 180 000 Berbères, dont Abd al-Wahid, sont tombés sur le champ de bataille lors de cette seule rencontre. Uqasha a été exécuté peu de temps après,.

## Conséquence
La nouvelle de la double victoire d'Al Quarn et d'Al Asnam arriva très vite en Orient, elle fut transmise par Ḥanẓalah ibn Safwan al Kalbi,au calife Hishām ibn Abd al-Malik, annoncant la victoire de son armée face aux insurgés sufrites au porte de Kairouan. Le calife omeyade en manifesta alors une joie très vive.
Al Layth ibn Sa'd, le rival egyptien de l'imam Malik, fondateur du malikisme, compara cette victoire a celle de Badr.
Bien que Kairouan ait été sauvé pour le califat, et avec lui le noyau de l'Ifriqiya, Handhala ibn Safwan était maintenant confronté à la tâche peu enviable de ramener les provinces les plus à l'ouest, toujours sous domination berbère, dans le giron. Il n'aurait pas la chance d'accomplir cela,.